# Imagine (canção de Ariana Grande)
"Imagine" (estilizado como "imagine") é uma canção da cantora norte-americana Ariana Grande, gravada para seu quinto álbum de estúdio Thank U, Next (2019). Foi escrita pela própria em conjunto com Andrew Wansel, Jameel Roberts, Nathan Perez e Priscilla Renea, sendo produzida por Wansel e Perez. A música foi lançada em 14 de dezembro de 2018, através da Republic Records como primeiro e único single promocional do álbum.

## Antecedentes e lançamento
Em 11 de dezembro, Grande anunciou a música com uma postagem no Instagram com uma contagem regressiva. A canção foi lançada em 14 de dezembro juntamente com um lyric video.

## Composição
"Imagine" foi escrita pela cantora com Andrew Wansel, Jameel Roberts, Nathan Perez e Priscilla Renea, produzida por "Pop" Wansel e Perez. A faixa é uma balada influenciada pelo R&B com batidas do trap, com duração de três minutos e trinta e dois segundos. Em relação á letra, Grande relata sobre relacionamentos arruinados.

## Performances ao vivo
Grande cantou a canção pela primeira vez no The Tonight Show Starring Jimmy Fallon em 18 de dezembro de 2018, e a última performance ao vivo da música foi no Grammy em 27 de janeiro de 2020.

## Créditos e pessoal
Créditos adaptados do Tidal.
- Ariana Grande; vocais principais, composição
- Andrew "Pop" Wansel; composição, teclado, programação
- Nathan Perez; composição, guitarra, teclado, programação
- Priscilla Renea; composição
- Jameel Roberts; composição
- John Hanes; engenharia
- Serban Ghenea; mixagem

## Histórico de lançamento
| País  | Data                   | Formato(s)                  | Gravadora        |
| ----- | ---------------------- | --------------------------- | ---------------- |
| Mundo | 14 de dezembro de 2018 | Download digital, streaming | Republic Records |